# Hermann Bärwald

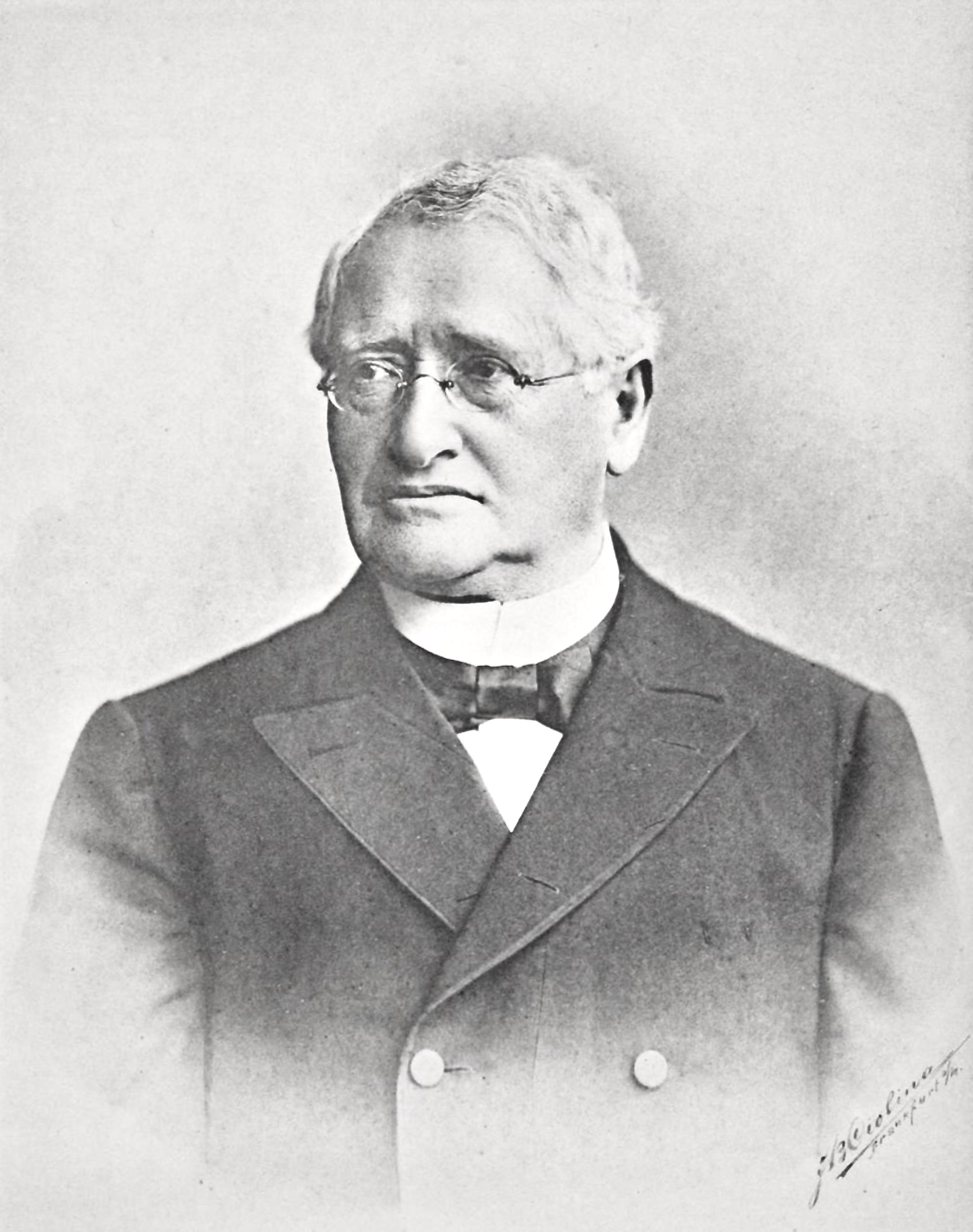
Hermann Baerwald, um 1890

Hermann Bärwald (auch Hermann Baerwald; * 7. November 1828 in Nakel an der Netze; † 19. Februar 1907 in Frankfurt am Main) war ein deutscher Historiker, Lehrer, Schuldirektor und Autor.

## Leben
Hermann Bärwald wurde im November 1828 in Nakel an der Netze in Posen als Sohn des jüdischen Kaufmanns Levin Baerwald geboren. Hermann wurde zunächst von Privatlehrern unterrichtet und wechselte dann auf das Gymnasium in Conitz. Anschließend besuchte er das Elisabethgymnasium in Breslau. Sein Reifezeugnis erhielt er 1850. Baerwald studierte bis Winter 1852 Philologie und Geschichte an der Universität Breslau und ging anschließend an die Humboldt-Universität zu Berlin. Er wurde insbesondere von Leopold Ranke beeinflusst, der in Berlin lehrte. 1855 wurde Baerwald mit einer Arbeit über „Die Erwählung König Rudolfs I. von Habsburg“ promoviert. 1856 legte Baerwald die Prüfung zum höheren Lehramt ab. Aufgrund der restriktiven Bestimmungen konnte er als Jude jedoch nicht in den Staatlichen Schuldienst übernommen werden. Baerwald wurde sodann Hauslehrer der Kinder des preußischen Konsuls Moritz Ritter von Goldschmidt in Wien. Daneben widmete er sich 1856 und 1857 der Erforschung der mittelalterlichen Geschichte und trat in engen Kontakt mit Ottokar Lorenz und Karl Friedrich Stumpf-Brentano (1829–1882). Für eine seiner Veröffentlichungen erhielt er die österreichische Goldmedaille für Kunst und Wissenschaft.
1859 wurde er Mitglied des Lehrerkollegiums der Religionsschule der Jüdischen Gemeinde Berlins und an der jüdischen Lehrerbildungsanstalt. In dieser Funktion entstand ein enger Austausch mit Michael Sachs. Bärwald hatte in seiner Berliner Zeit auch engen Kontakt zu dem Nationalliberalen Politiker Eduard Lasker. Bärwald machte sich verdient um die Grundlegung bzw. Reform des jüdischen Erziehungswesens.
Nach dem Tod von Sigismund Stern im Dezember 1867 wurde er auf Vermittlung von Eduard Lasker und Berthold Auerbach dessen Nachfolger als Direktor am Philanthropin. Seine Position trat er im August 1868 an. Er leitete die Realschule bis zu seiner Pensionierung Ende 1899. Sein Bestreben zielte insbesondere auf die Gleichbehandlung des Philanthropin mit anderen öffentlichen Schulen sowie die Unterstellung unter die staatliche Schulaufsicht und weg von der Aufsicht durch die Stadt Frankfurt am Main. In seiner Amtszeit wurde das Philanthropin zu einer neunklassigen Realschule ausgebaut.
Bärwald konzentrierte sich insbesondere auf seine Arbeit an der Schule und wirkte weniger als sein Vorgänger in die Stadt Frankfurt hinein. Dennoch gründete er in Frankfurt den nationalliberalen Wahlverein. Der hauptsächlich von Bürgern jüdischen Glaubens besuchten Frankfurter Freimaurerloge „Zur aufgehenden Morgenröthe“ trat er im Jahre 1868 bei. Seit den 1870er Jahren war er an der Spitze des Komitees der Alliance Israélite Universelle. 1885 gehörte er zu den Mitgliedern der beim Deutsch-Israelitischen Gemeindebund unter der Leitung des Historikers und Diplomatikers Harry Bresslau eingerichteten Historischen Kommission für die Geschichte der Juden in Deutschland.
Am Ende seiner Amtszeit als Direktor des Philanthropin ging die Zahl der Schüler deutlich zurück, was zu einer erheblichen finanziellen Belastung der die Schule tragenden jüdischen Gemeinde führte. Bärwald legte ein umfangreiches Memorandum zum Erhalt der Schule vor und sicherte damit den Erhalt der Schule.
Hermann Bärwald starb im Februar 1907 im Alter 78 Jahren in Frankfurt am Main.
Hermann Bärwalds Sohn, Paul Baerwald, wanderte um 1890 in die USA aus, um dort Investmentbanker zu werden. Er war 1914 einer der Mitbegründer des American Jewish Joint Distribution Committee (JDC) und Namensgeber der heute an der Hebräischen Universität Jerusalem angesiedelten Paul Baerwald School of Social Work.

## Ehrungen
- Baerwald war Ehrenmitglied der Alliance Israélite Universelle.
- 1900: Verleihung des Roten Adlerordens 3. Klasse.

## Veröffentlichungen
- Zur Charakteristik und Kritik mittelalterlicher Formelbücher, Wien 1858
- Die Unterrichts- und Erziehungsanstalten der jüdischen Gemeinde zu Berlin, Wien 1862
- Geschichte der Realschule der israelitischen Gemeinde (Philanthropin) zu Frankfurt/M. 1804–1904. Von Dir. A. D. Hermann Bärwald und Dir. Dr. Salo Adler, Frankfurt/M., 1904.